# Пестрогрудый лесной певун
Пестрогру́дый лесно́й певу́н (лат. Setophaga striata) — вид птиц семейства древесницевых.

## Описание
В период гнездования самцы пестрогрудого лесного певуна имеют чёрную шапочку, белую грудь с чёрными полосками, белое оперение головы и коричневое с тёмными полосами оперение верха. На крыльях имеются две белых полоски. У самок похожее менее яркое оперение, однако, макушка и лицо сероватые. Вне периода гнездования оперение верхней стороны зеленоватое с тёмными полосами, голова зеленоватая, а область груди желтоватая. Полоски на крыльях отсутствуют.

## Распространение
Области гнездования находятся на севере Северной Америки (Аляска, Северная Канада, Великие озёра и Новая Англия). Они проводят зиму в Южной Америке. Как очень редкого гостя его можно встретить также и в Западной Европе.